# Sadok Sassi
Sadok Sassi (arabisch الصادق ساسي, DMG aṣ-Ṣādiq Sāsī; * 15. November 1945 in Tunis), besser bekannt als Attouga (عتوقة / ʿAttūqa), ist ein ehemaliger tunesischer Fußballspieler.
Er war Torwart bei Club Africain, wo er von 1958 bis 1979 seine gesamte Karriere verbrachte. Mit 335 Einsätzen in der ersten tunesischen Liga, 66 im tunesischen Landespokal und 14 in internationalen Wettbewerben, ist Sadok Sassi mit insgesamt 415 Pflichtspielen für Club Africain der Rekordspieler des Vereins. Attouga wird aufgrund seiner herausragenden Leistungen vom Verein als die ewige Nummer eins bezeichnet.
Das letzte Spiel seiner Karriere fand am 10. Juni 1979 statt, welches er bei einem Heimspiel mit 3-1 gegen Jeunesse Sportive Kairouanaise gewann.
Mit 110 Länderspielen ist Sassi auch Rekordspieler der tunesischen Fußballnationalmannschaft.
Aufgrund einer Verletzung verpasste er die Teilnahme an der Fußball-Weltmeisterschaft 1978. Er nahm an drei Fußball-Afrikameisterschaften teil, bei der Fußball-Afrikameisterschaft 1963 schied man in der Gruppenphase aus, bei der Fußball-Afrikameisterschaft 1965 im eigenen Land (Finalist) und 1978 in Ghana, wo er am Spiel um den 3. Platz spielte.
Bei der prestigeträchtigen Wahl zum afrikanischen Torhüter des Jahrtausends belegte Sadok Sassi den dritten Platz. Die beiden Torhüter, die vor ihm platziert wurden, waren die Kameruner Thomas N’Kono und Joseph-Antoine Bell. Somit gilt Attouga als der beste tunesische und nordafrikanische Torwart des Jahrtausends.
Im Jahr 2012 wurde Sadok Sassi vom damaligen Präsidenten Moncef Marzouki mit dem Titel 'Commandeur de l'Ordre tunisien du Mérite' (Kommandeur des tunesischen Verdienstordens) geehrt. Diese hohe Auszeichnung wird vom tunesischen Staat für außergewöhnliche und verdienstvolle Dienste verliehen.

## Titel und Ehrungen

### Vereinserfolge
Nationale Titel
- Tunesischer Meister (5): 1964, 1967, 1973, 1974, 1979
- Tunesischer Pokalsieger (8): 1965, 1967, 1968, 1969, 1970, 1972, 1973, 1976

Internationale Titel
- Maghreb Pokal der Landesmeister (3): 1973, 1974, 1975
- Maghreb Pokal der Pokalsieger (1): 1971

### Persönliche Ehrungen
- Afrikanischer Torwart des Jahres: 1972
- Tunesischer Sportler des Jahres: 1972
- Afrikanischer Torwart des Jahrtausends: 3. Platz
- Kommandeur des tunesischen Verdienstordens: 2012

## Filmographie
- 2010: Attouga, die Legende, Dokumentarfilm von Habib Attia